# Oliver! (film)
Oliver! är en brittisk musikalfilm från 1968 i regi av Carol Reed. Filmversionen av musikalen med samma namn, i sin tur baserad på romanen Oliver Twist av Charles Dickens.
Den hade världspremiär i London den 26 september 1968 (med allmän biopremiär i Storbritannien dagen efter) och svensk premiär den 17 december 1968. Filmen belönades med sex Oscar, däribland bästa film och bästa regi.
1999 placerade British Film Institute filmen på 77:e plats på sin lista över de 100 bästa brittiska filmerna genom tiderna.

## Rollista
- Ron Moody,	Fagin
- Shani Wallis, Nancy - servitris på krogen The Three Cripples
- Oliver Reed, Bill Sikes
- Harry Secombe, Mr. Bumble, fattighusföreståndaren
- Mark Lester, Oliver Twist
- Jack Wild,	The Artful Dodger (Räven)
- Hugh Griffith, domaren
- Joseph O'Conor, Mr. Brownlow, mannen som tar hand om Oliver
- Peggy Mount, änkan Corney, senare Mrs. Bumble, föreståndarinna på fattighuset
- Leonard Rossiter, Mr. Sowerberry
- Kenneth Cranham, Noah Claypole, pojken hos Sowerberry
- Megs Jenkins, Mrs. Bedwin, Brownlows hushållerska
- Sheila White, Bet, uppasserska på The Three Cripples
- Wensley Pithey, doktor Grimwig
- James Hayter, Mr. Jessop, handlare
- Elizabeth Knight,	Charlotte, flickan hos Sowerberry
- Fred Emney, fattighusstyrelsens ordförande
- Edwin Finn, fattighjon
- Roy Evans, fattighjon
- Norman Mitchell, polisen som arresterar Oliver
- Clive Moss, Charlie Bates, en av Fagins pojkar
- Jane Peach, Rose, Brownlows tjänsteflicka
- Keith Roberts, polisman i domstolen
- Peter Hoare, domstolstjänsteman
- John Baskcomb, medlem av fattighusstyrelsen
- Norman Pitt, medlem av fattighusstyrelsen
- Arnold Locke, medlem av fattighusstyrelsen
- Frank Crawshaw, medlem av fattighusstyrelsen
- Henry Kay,	läkaren
- Johnny Clayton, eldslukaren

### Fotnoter
1. ↑  läs online, The New York Times , läst: 28 april 2016.[källa från Wikidata]
2. 1 2  läs online, Internet Movie Database , läst: 28 april 2016.[källa från Wikidata]
3. ↑  läs online, www.bfi.org.uk  , läst: 11 augusti 2020.[källa från Wikidata]
4. ↑  läs online, stopklatka.pl , läst: 28 april 2016.[källa från Wikidata]
5. ↑  läs online, www.adorocinema.com , läst: 28 april 2016.[källa från Wikidata]
6. 1 2  Svensk Filmdatabas, Svenska Filminstitutet, Svensk filmdatabas film-ID: 13265.[källa från Wikidata]
7. ↑  Kat Ellinger, 10 great films set in Victorian London, British Film Institute, 27 mars 2020, läs onlineläs online, läst: 11 augusti 2020.[källa från Wikidata]
8. ↑  läs online, www.sfi.se .[källa från Wikidata]